# 齋藤舞
齋藤 舞（さいとう まい、1985年1月9日 - ）は日本で活動するミュージカル俳優である。福島県福島市出身。元劇団四季所属。

## 来歴
小学生の頃にキャッツ観劇をきっかけに劇団四季を目指し、桜の聖母学院中学校と同高等学校卒業後はアルバイトをしながらダンスの専門学校に通いダンスレッスンを行っていた。2007年に47期生として劇団四季研究所へ入所し、同年8月11日に開幕したふたりのロッテ東京公演のブリギッテ役で初舞台出演を果たした。その後2015年12月25日にアラジンの3代目ジャスミン役としてデビューした。
2018年11月4日のリトルマーメイド福岡公演千秋楽でアリエル役を演じたのを最後に同年限りで劇団四季を退団した。

## 主な出演作品
- ふたりのロッテ（ブリギッテ）
- キャッツ（ジェミマ）
- ユタと不思議な仲間たち（ハラ子）
- 人間になりたがった猫（酒屋）
- マンマ・ミーア！  (ソフィ・シェリダン)
- ライオンキング（アンサンブル、ナラ）
- アラジン（2015年ジャスミン）
- リトル・マーメイド  (2017年アリエル)